# 黎滩河
黎滩河，是中国长江流域的一条河流，汇入抚河右岸，属于抚河水系。河长92千米，流域面积1365平方千米，多年平均流量47立方米每秒。自然落差1138米。水能理论蕴藏量4万千瓦。